# Serra de Água (Ribeira Brava)
Serra de Água é uma freguesia do município da Ribeira Brava,  com 24,16 km² de área e 973 habitantes (censo de 2021). A sua densidade populacional é 40,3 hab./km².
Localiza-se a uma latitude 32.71667 (32°43') Norte e a uma longitude 17.033 (17°2') Oeste, estando a uma altitude de 640 metros. A Serra de Água tem uma estrada que liga o norte e o sul da Madeira. A atividade principal é a agricultura.
Serra de Água tem uma escola com creche, uma farmácia, centro de saúde, junta de freguesia, casa do povo, centro de dia, um pavilhão desportivo, um polidesportivo, uma igreja, dois hotéis, uma praceta com parque infantil, miradouros, diversos bares / restaurantes, uma loja de artesanato e um multibanco.
Já há muitos anos, é um local bastante popular e, a cada ano que passa, é cada vez mais visitada por milhares de turistas. Também é conhecida pelas suas flores, paisagens, poncha e diversas atividades / eventos culturais. 
Serra de Água, a nível de clima, segue as estações do ano, ou seja, quando a estação é inverno o tempo é mais frio e chuvoso, tal como no verão, o tempo é mais quente e soalheiro.  

## Demografia
A população registada nos censos foi:
Nota: Nos anos de 1864 a 1911 pertencia ao concelho de Ponta do Sol. No censo de 1911 figura anexada à freguesia de Ribeira Brava. Pela Lei nº 154, de 06/05/1914 foi criado este concelho (atual município), de que passaram a fazer parte como freguesias autónomas.(Fonte: INE)
| Distribuição da População por Grupos Etários | Distribuição da População por Grupos Etários | Distribuição da População por Grupos Etários | Distribuição da População por Grupos Etários | Distribuição da População por Grupos Etários |
| -------------------------------------------- | -------------------------------------------- | -------------------------------------------- | -------------------------------------------- | -------------------------------------------- |
| Ano                                          | 0-14 Anos                                    | 15-24 Anos                                   | 25-64 Anos                                   | > 65 Anos                                    |
| 2001                                         | 254                                          | 212                                          | 605                                          | 246                                          |
| 2011                                         | 159                                          | 117                                          | 527                                          | 246                                          |
| 2021                                         | 112                                          | 109                                          | 485                                          | 267                                          |

## Igreja da Nossa Senhora da Ajuda

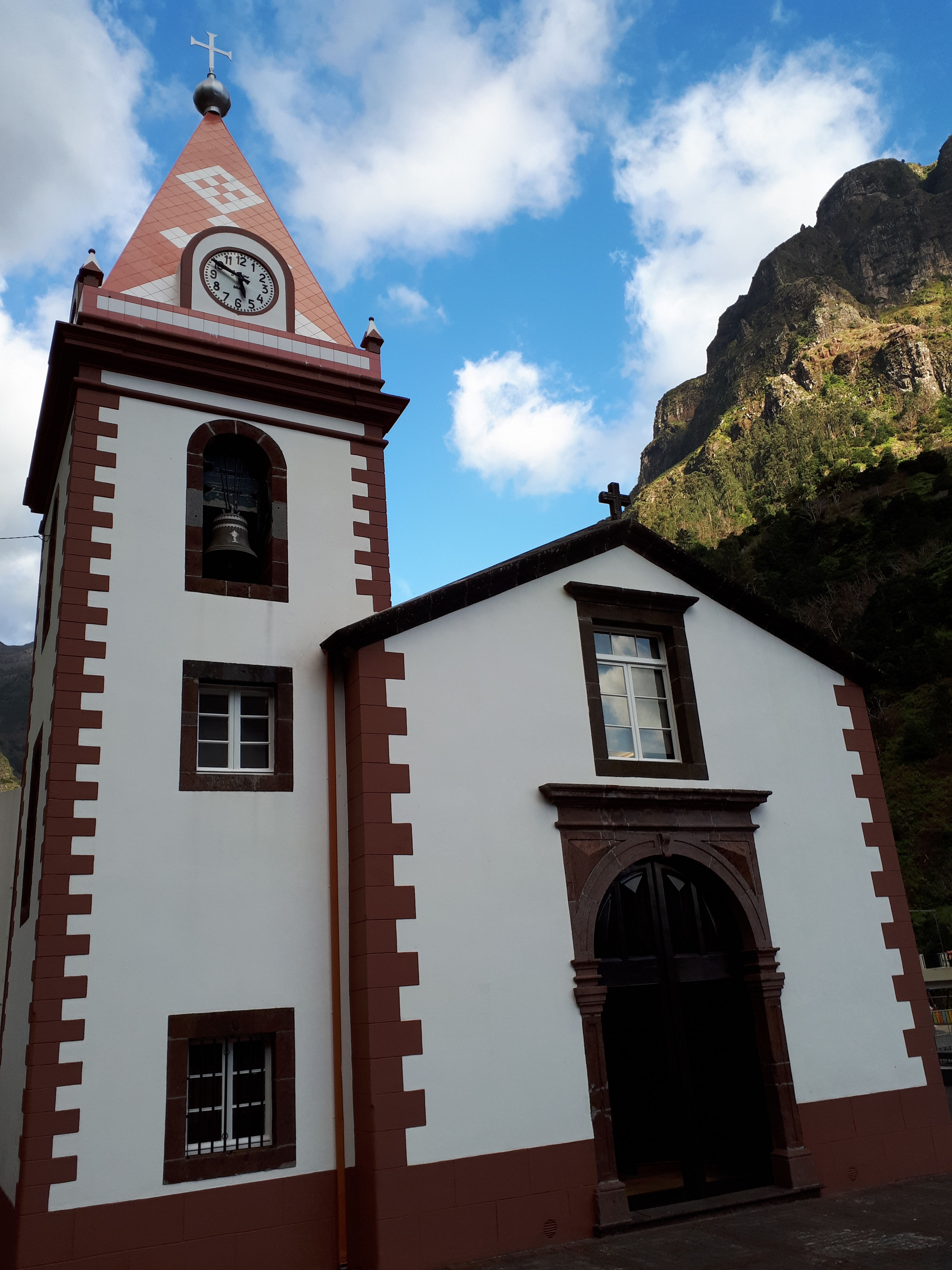
Igreja da Nossa Senhora da Ajuda (Serra de Água, Madeira)

Nesta freguesia encontra-se a igreja da Nossa Senhora da Ajuda, único património artístico desta freguesia.
«Na Serra de Água, a primeira capela foi instituída por Beatriz Rodrigues Neto, em 1531, com a invocação de Nossa Senhora da Ajuda. Em 1598, foi ordenada a sua ampliação, o que significa que já funcionava, tendo a paróquia sido criada por alvará régio de 28 de Dezembro de 1676. Teve capelão em 1680. De todos os templos, é o mais simples e aquele que expressa o nível de riqueza dos seus moradores.» 
No interior desta Igreja encontramos grandes tapetes, formados de azulejos policromáticos de padrão «massaroca» 2x2 P.12, e cercadura C.2. Estes padrões são similares aos da Igreja de São Sebastião, no concelho de Câmara de Lobos.
Lenda da Nossa Senhora da Ajuda
«No início do povoamento da Terceira, pelos princípios do século dezasseis, um certo dia, passavam algumas pessoas pela Ribeira das Sete, quando viram pairar sobre a água a Virgem Nossa Senhora que lhes disse:
Estai atentos, aqui próximo, no mar, há de aparecer uma imagem minha.
Ao afirmar isto, pôs o pé na rocha e desapareceu, deixando marcada uma pegada.
As pessoas ficaram alvoroçadas e a pensar no que tinha acontecido. Mais admiradas ficaram ainda, quando, passados dias, um caixote de madeira foi arrojado à costa, ficando depositado no fundo de um poço e ao ser aberto, depararam-se com uma imagem de Nossa Senhora da Ajuda…»  

## Caminho Real da Encumeada
Este percurso de 12,5 km e com duração de 6:30 horas, foi o antigo Caminho Real calcetado, uma das principais vias para a deslocação de pessoas do norte para sul da ilha. Há referências de ter existido algures neste caminho uma mercearia que estabelecia um ponto de comércio, para os caminhantes que cruzavam a ilha.
Este trilho tem início no Miradouro da Boca da Corrida e fim na estrada Regional da Encumeada.
Durante este percurso podem ser observados os picos mais altos da Madeira, e vistas sobre o Curral das Freiras, Funchal, Paul Serra, Encumeada, Serra de Água e Ribeira Brava.
Ao longo deste percurso, pode ser observada uma das depressões da ilha, rodeada por montanhas, onde fica localizado o Curral das Freiras.